# Hot Bird 1
Hot Bird 1 – pierwszy satelita telekomunikacyjny z serii Hot Bird wyniesiony na orbitę 28 marca 1995, należący do konsorcjum Eutelsat. Pierwotnie nazywał się Eutelsat-2 F6X, był szóstym z kolei i ostatnim satelitą z serii Eutelsat-2.
Satelita został zbudowany przez konsorcjum Aérospatiale w oparciu o model Spacebus-2000. Posiadał 16 (oraz 8 zapasowych) transponderów pracujących w paśmie Ku o mocy 70 W. Wyposażony był w dwa rozkładane panele ogniw słonecznych, których rozpiętość na orbicie wynosiła 22,4 m, mogły one dostarczyć 3,5 kW mocy.
Hot Bird 1 pracował na orbicie geostacjonarnej (nad równikiem) na 13. stopniu długości geograficznej wschodniej. Nadawał programy telewizyjne i radiowe (w tym wiele polskich) zarówno analogowe, jak i cyfrowe. Obejmował swym zasięgiem Europę i basen Morza Śródziemnego.
W kwietniu 2006 jego obowiązki zaczął przejmować Hot Bird 7A. Na początku kwietnia 2007 Hot Bird 1 został umieszczony na tzw. orbicie cmentarnej i wyłączony.